# Flor de Café, Maravilla Tenejapa
Flor de Café är en ort i Mexiko.   Den ligger i kommunen Maravilla Tenejapa och delstaten Chiapas, i den sydöstra delen av landet, 900 km öster om huvudstaden Mexico City. Flor de Café ligger 220 meter över havet och antalet invånare är 432.
Terrängen runt Flor de Café är kuperad. Runt Flor de Café är det ganska tätbefolkat, med 67 invånare per kvadratkilometer. Närmaste större samhälle är Santo Domingo de las Palmas, 16,1 km väster om Flor de Café. I omgivningarna runt Flor de Café växer i huvudsak städsegrön lövskog.